# 永田まり
永田 まり（ながた まり、1962年7月22日 - ）は、大阪府松原市出身のタレントで、元モデル・元カーレーサー。現在は、フリーランスで、関西地方を中心に芸能活動をしている。

## 来歴
実家は牛乳販売店を経営。大阪府立松原高等学校を卒業後、化粧品関係の会社への勤務を経て、モデルに転身した。
芸能界に入ってからは、レースクイーンなどで活動するかたわら、モータースポーツの国内A級ライセンスを取得。1990年代前半にレーシングドライバーとして筑波12時間耐久レースなど日本各地の自動車レースに参戦した。1993年の「シビック鈴鹿レディースカップ」では、「全戦ポールtoウィンの完全試合を達成する」という快挙を成し遂げ、第6回中嶋悟賞を受賞。1994年には、日本の女性レーサーとしては初めてフォーミュラ4シリーズに参戦している。
1990年代の後半以降は、地元の関西地方を中心に、タレント活動に専念している。サンテレビの釣り情報番組『ビッグフィッシング』では、11年にわたってアシスタントを務めた後に、レギュラーゲストとして長らく出演を継続。2010年以降は、番組で結成した女性アングラー集団「乙女かい!?」のキャプテン（河内泉南支部所属）としても活動している。
また、『モトグラフィック』シリーズ（河島英五がメインパーソナリティを務めたモータースポーツ情報番組）でアシスタントを務めたことを皮切りに、ABCラジオの番組でも長らくアシスタントを担当。『歌はおまかせ小山乃里子です』に「のこ組」（アシスタント陣）の1人として出演してからは、小山・桜井一枝・高野あさおと共に「ビューティー4」と呼ばれている。2004年6月からは、『桑原征平粋も甘いも』のアシスタントを担当。放送枠を「ABCパワフルアフタヌーン」（平日午後）の木曜枠へ移動してからも桑原の話術を支え続けていたが、木曜日での放送終了（2021年9月23日）を機にアシスタントを退いた。
プライベートでは1女の母親で、カーレーサー仲間だった6歳年下の夫は三重県内に単身赴任中。

## 出演番組

### 現在
- ビッグフィッシング第3代アシスタント → レギュラーゲスト（サンテレビ）

### 過去
以下の番組は、いずれもABCラジオで放送。アシスタントを務めた。
- 『モトグラフィック』シリーズ（日曜深夜）
  - 日曜スペシャル『モトグラ同窓会〜鈴鹿8耐40周年記念SP 大人のサーキット遊び〜』（2017年8月6日22:30 - 23:00）[4]
- 安部憲幸のアベ9ジラ
- 歌はおまかせ小山乃里子です（木曜）
- 桑原征平粋も甘いも木曜アシスタント（月曜の夜間で放送を開始してから担当）
- 道頓堀角座・夢の新春興行〜時空を超えた松竹名人会〜（2017年1月2日14:30 - 17:25）[5]